# Guilherme Paraense
Guilherme Paraense (n. 25 iunie 1884, Belém, Pará, Brazilia – d. 18 aprilie 1968, Rio de Janeiro, Rio de Janeiro, Brazilia) a fost un trăgător de tir ce a reprezentat Brazilia, medaliat olimpic. A participat la o ediție a Jocurilor Olimpice (1920) în care a câștigat o medalie de aur și o medalie de bronz.